# Good Luck, Babe!
«Good Luck, Babe!» — песня американской певицы Чаппелл Рон, выпущенная 5 апреля 2024 года на лейблах Amusement Records и Island Records. Она написала песню вместе с Джастином Трантером и её продюсером Дэном Нигро. Текст песни «Good Luck, Babe!» (с музыкой в стиле синти-поп) отсылает к принудительной гетеросексуальности, описывая женщину, пытающуюся отрицать свои романтические чувства к Рон и женщинам в целом.
Песня «Good Luck, Babe!» получила одобрение музыкальных критиков, которые включили её в несколько рейтингов лучших песен 2024 года. Песня «Good Luck, Babe!», которую Billboard назвал «заслуженным прорывом», стала прорывом и хитом Рон, уверенно поднявшись в чартах после различных концертных выступлений, включая фестиваль Коачелла и Ночное шоу с Джимми Фэллоном в июне 2024 года. Трек Рон стал самой быстрой песней, набравшей 100 миллионов потоков на Spotify. Песня «Good Luck, Babe!» стала первым хитом Рон в первой десятке, заняв шестое место в Billboard Hot 100. За пределами Соединённых Штатов «Good Luck, Babe» возглавила чарты в Ирландии, вошла в первую десятку чартов в Австралии, Канаде, Исландии, Новой Зеландии, Сингапуре, Великобритании и в Global 200.

## Предыстория
В апреле 2024 года Рон разослала поклонникам электронное письмо, в котором сообщила, что её новый сингл «Good Luck, Babe!» выйдет 5 апреля 2024 года, написав, что песня «о пожелании удачи тому, кто отказывает судьбе». Она добавила, что это будет «первая песня следующей главы» после выхода её дебютного студийного альбома The Rise and Fall of a Midwest Princess в сентябре 2023 года. Amusement Records и Island Records выпустили сингл через потоковое вещание и цифровое скачивание 5 апреля 2024 года. В тот же день был выпущен сопровождающий клип на песню «Good Luck, Babe!». В клипе, вдохновленном образами ранней интернет-культуры, широко использован шрифт Comic Sans. Позже песня была выпущена в виде лимитированной 7-дюймовой пластинки 28 июня 2024 года.

## Отзывы
Песня «Good Luck, Babe!» получила одобрение после выхода, многие объявили её прорывным хитом. Критики были особенно восхищены мощным вокалом Рон, отметив, что он символизирует её одновременный подъём популярности. Сидни Бразил из Exclaim! считает, что эта песня — «более реализованная версия ее барокко-поп-видения, одновременно воздушного и разрушительного в своей подаче». Стивен Доу из Billboard высоко оценил сочетание продюсирования Нигро с вокалом Рон, написав: «Максималистский продакшн, включающий в себя мощные синтезаторы 80-х и многокомпонентную струнную секцию, подпитывает прыгающий по октавам голос Рон… Разочарование, флирт и уверенность в себе сочатся из каждого слога безупречного исполнения Рон, и неудивительно, почему зрители жаждут новых впечатлений от исключительного артистизма суперзвезды». Некоторые комментаторы сравнивали Чаппелл Рон с такими выдающимися музыкантами 1980-х годов, как Кейт Буш, Wham! и Синди Лаупер. Шаад Д’Суза из The New York Times сравнил вокал Рон с вокалом певицы Лайзы Миннелли, утверждая, что песня подчеркивает театральный элемент в её повествовательной лирике.

### Предварительные списки критиков
| Публикации         | Список                             | Ранг | Ссылка |
| ------------------ | ---------------------------------- | ---- | ------ |
| Billboard          | The 50 Best Songs of 2024 (So Far) | 3    | [ 10 ] |
| Consequence        | 100 Best Songs of 2024 (So Far)    | 7    | [ 15 ] |
| Los Angeles Times  | The 24 best songs of 2024 so far   | N/A  | [ 16 ] |
| The New York Times | The 40 Best Songs of 2024 (So Far) | N/A  | [ 17 ] |
| Rolling Stone      | The Best Songs of 2024 So Far      | N/A  | [ 11 ] |
| NPR                | The best songs of 2024 (so far)    | N/A  | [ 18 ] |
| The A.V. Club      | 25 Best Songs of 2024 (So Far)     | N/A  | [ 19 ] |

### Годовые итоговые списки критиков
Rolling Stone назвал трек лучшей песней 2024 года (№ 1), заявив, что песня «в своем поп-совершенстве похожа на софт-рок восьмидесятых — новой волны и девяностых: Рон посвящает ее возлюбленной, которая боится признаться миру и себе, что ей нравятся девушки. Она запевает самый знаковый бридж года, тот самый музыкальный момент, которому суждено стать материалом для легенд караоке на десятилетия вперед. Единственная песня Рон, выпущенная в этом году, настолько же запоминающаяся, насколько и сырая, вознесла ее в статус мегазвезды, а вместе с ней и все остальные ее песни. Это поп-сказка, которая еще не скоро закончится».
| Публикации         | Список                     | Ранг | Ссылка |
| ------------------ | -------------------------- | ---- | ------ |
| NME                | The 50 Best Songs of 2024  | 1    | [ 21 ] |
| The Guardian       | The 20 Best Songs of 2024  | 1    | [ 22 ] |
| Rolling Stone      | The 100 Best Songs of 2024 | 1    | [ 23 ] |
| The Independent    | The 20 Best Songs of 2024  | 2    | [ 24 ] |
| Billboard          | The 100 Best Songs of 2024 | 2    | [ 25 ] |
| Business Insider   | The Best Songs of 2024     | 2    | [ 26 ] |
| Pitchfork          | The 100 Best Songs of 2024 | 3    | [ 27 ] |
| Exclaim!           | The 20 Best Songs of 2024  | 4    | [ 28 ] |
| Stereogum          | The 50 Best Songs of 2024  | 5    | [ 29 ] |
| The New York Times | Best Songs of 2024         | 9    | [ 30 ] |
| ELLE               | The Best New Songs of 2024 | N/A  | [ 31 ] |
| Associated Press   | Top Songs of 2024          | N/A  | [ 32 ] |
| UPROXX             | The Best Songs of 2024     | N/A  | [ 33 ] |

## Награды и номинации
| Организация             | Год  | Категория                      | Результат | Ссылка |
| ----------------------- | ---- | ------------------------------ | --------- | ------ |
| MTV Video Music Awards  | 2024 | Song of Summer                 | Номинация | [ 34 ] |
| MTV Europe Music Awards | 2024 | Best Song                      | Номинация | [ 35 ] |
| Danish Music Awards     | 2024 | International Song of the Year | Номинация | [ 36 ] |
| BRIT Awards             | 2025 | International Song of the Year | Победа    | [ 37 ] |
| Grammy Awards           | 2025 | Record of the Year             | Номинация | [ 38 ] |
| Grammy Awards           | 2025 | Song of the Year               | Номинация | [ 38 ] |
| Grammy Awards           | 2025 | Best Pop Solo Performance      | Номинация | [ 38 ] |

## Живые выступления и кавер-версии
Рон добавила песню «Good Luck, Babe!» в сет-лист тура Midwest Princess Tour и дебютировала с ней на своем первом концерте в Коачелле в апреле 2024 года. Её первое телевизионное исполнение песни состоялось в июне 2024 года, когда она появилась в программе Ночное шоу с Джимми Фэллоном.
В июне 2024 года Сабрина Карпентер исполнила песню «Good Luck, Babe!» в рамках своего сета на BBC Radio 1’s Live Lounge; ранее Карпентер говорила, что является поклонницей этой песни.

## Чарты
| Чарт (2024)                         | Высшая позиция |
| ----------------------------------- | -------------- |
| Австралия (ARIA)                    | 4              |
| Австрия (Ö3 Austria Top 40)         | 8              |
| Бельгия/Фландрия (Ultratop 50)      | 7              |
| Бельгия/Валлония (Ultratop 50)      | 7              |
| Канада (Billboard Canadian Hot 100) | 4              |
| Канада (Billboard AC)               | 10             |
| Канада (Billboard CHR/Top 40)       | 4              |
| Канада (Billboard Hot AC)           | 6              |
| Канада (Billboard Rock)             | 37             |
| СНГ (TopHit)                        | 31             |
| Чехия (Singles Digitál Top 100)     | 54             |
| Финляндия (Suomen virallinen lista) | 40             |
| Германия (GfK)                      | 18             |
| Мир (Billboard Global 200)          | 5              |
| Исландия (Plötutíðindi)             | 10             |
| Ирландия (IRMA)                     | 1              |
| Япония (Billboard Japan)            | 15             |
| Нидерланды (Dutch Top 40)           | 28             |
| Нидерланды (Single Top 100)         | 25             |
| Новая Зеландия (Recorded Music NZ)  | 5              |
| Норвегия (VG-lista)                 | 12             |
| Португалия (AFP)                    | 21             |
| Сингапур (RIAS)                     | 4              |
| Швеция (Sverigetopplistan)          | 26             |
| Швейцария (Schweizer Hitparade)     | 18             |
| Великобритания (OCC UK Singles)     | 2              |
| США (Billboard Hot 100)             | 4              |
| США (Billboard Adult Contemporary)  | 17             |
| США (Billboard Adult Pop Airplay)   | 9              |
| США (Billboard Pop Airplay)         | 1              |

| Чарт (2024)                       | Позиция |
| --------------------------------- | ------- |
| Canada (Canadian Hot 100)         | 19      |
| Germany (GfK)                     | 68      |
| Global 200 (Billboard)            | 31      |
| New Zealand (Recorded Music NZ)   | 14      |
| Philippines (Philippines Hot 100) | 26      |
| Switzerland (Schweizer Hitparade) | 58      |
| UK Singles (OCC)                  | 8       |
| US Billboard Hot 100              | 18      |
| US Adult Top 40 (Billboard)       | 30      |
| US Mainstream Top 40 (Billboard)  | 19      |

## Сертификации
| Регион | Сертификация  | Продажи   |
| --- | ------------- | --------- |
| Австралия (ARIA) | 5× Платиновый | 350 000   |
| Австрия (IFPI Austria) | Золотой       | 15 000    |
| Бельгия (BEA) | Платиновый    | 40 000    |
| Канада (Music Canada) | 4× Платиновый | 320 000   |
| Дания (IFPI Danmark) | Золотой       | 45 000    |
| Франция (SNEP) | Платиновый    | 200 000   |
| Италия (FIMI) | Золотой       | 50 000    |
| Новая Зеландия (RMNZ) | 2× Платиновый | 60 000    |
| Польша (ZPAV) | 2× Платиновый | 100 000   |
| Португалия (AFP) | 2× Платиновый | 20 000    |
| Испания (PROMUSICAE) | Золотой       | 30 000    |
| Великобритания (BPI) | 2× Платиновый | 1 200 000 |
| США (RIAA) | 4× Платиновый | 4 000 000 |
| Стриминг |               |           |
| Греция (IFPI Greece) | Платиновый    | 2 000 000 |
| Данные о продажах + прослушиваниях приведены только на основе сертификации. · Данные только о прослушиваниях приведены на основе сертификации. |               |           |